# Siergiej Szpakowski
Siergiej Arkadjewicz Szpakowski, ros. Сергей Аркадьевич Шпаковский (ur. 11 marca 1907 r. w Taszkencie, zm. 6 lutego 1977 r. w Buenos Aires) – jugosłowiański wojskowy, oficer 1 Kozackiej Dywizji Kawalerii podczas II wojny światowej, działacz emigracyjny i pisarz.
Jego rodzice wraz z wojskami Białych zostali ewakuowani z Krymu do Gallipoli. Na emigracji zamieszkali w Królestwie SHS. Siergiej A. Szpakowski w 1928 r. ukończył 1 Rosyjski Korpus Kadetów Księcia Konstantina Konstantinowicza. Następnie ukończył Królewską Akademię Wojskową. Służył w armii jugosłowiańskiej, dochodząc do stopnia kapitana gwardii królewskiej. Po ataku wojska niemieckich na Jugosławię w kwietniu 1941 r., dostał się do niewoli. Po wypuszczeniu na wolność wstąpił do kozackich oddziałów wojskowych w służbie niemieckiej. Został młodszym oficerem 1 Kozackiej Dywizji Kawalerii, w ramach której walczył na Bałkanach. Odznaczono go niemieckimi i chorwackimi medalami, w tym Żelaznym Krzyżem 1 klasy. Po zakończeniu wojny wyemigrował do Argentyny. Działał w Unii Kadetów Rosyjskich Korpusów Kadeckich i Unii Kozackiej, wchodząc w skład jego kierownictwa.